# Arachnothera hypogrammicum
Arachnothera hypogrammicum là một loài chim trong họ Nectariniidae.